# Campionatul Braziliei Série A
Campionatul Braziliei Série A, numit și Brasileirão sau Série A, este prima ligă în sistemul fotbalistic din Brazilia, care are în componență 20 de echipe.
În 2021, competiția a fost aleasă de IFFHS drept cea mai puternică ligă națională din America de Sud, precum și cea mai puternică din lume.

## Echipe sezonului 2024
Ultimele patru echipe din Série A retrogradează în Série B, iar primele patru din Série B promovează în Série A.
| Echipa               | Oraș              | Stat              | Stadion                          | Capacitate |
| -------------------- | ----------------- | ----------------- | -------------------------------- | ---------- |
| Athletico Paranaense | Curitiba          | Paraná            | Ligga Arena                      | 42,372     |
| Atlético Goianiense  | Goiânia           | Goiás             | Antônio Accioly                  | 12,500     |
| Atlético Mineiro     | Belo Horizonte    | Minas Gerais      | Arena MRV                        | 44,892     |
| Bahia                | Salvador          | Bahia             | Casa de Apostas Arena Fonte Nova | 47,907     |
| Botafogo             | Rio de Janeiro    | Rio de Janeiro    | Olímpico Nilton Santos           | 44,661     |
| Corinthians          | São Paulo         | São Paulo         | Neo Química Arena                | 47,605     |
| Criciúma             | Criciúma          | Santa Catarina    | Heriberto Hülse                  | 19,225     |
| Cruzeiro             | Belo Horizonte    | Minas Gerais      | Mineirão                         | 61,927     |
| Cuiabá               | Cuiabá            | Mato Grosso       | Arena Pantanal                   | 44,000     |
| Flamengo             | Rio de Janeiro    | Rio de Janeiro    | Maracanã                         | 78,838     |
| Fluminense           | Rio de Janeiro    | Rio de Janeiro    | Maracanã                         | 78,838     |
| Fortaleza            | Fortaleza         | Ceará             | Castelão                         | 63,903     |
| Grêmio               | Porto Alegre      | Rio Grande do Sul | Arena do Grêmio                  | 55,225     |
| Internacional        | Porto Alegre      | Rio Grande do Sul | Beira-Rio                        | 50,128     |
| Juventude            | Caxias do Sul     | Rio Grande do Sul | Alfredo Jaconi                   | 19,924     |
| Palmeiras            | São Paulo         | São Paulo         | Allianz Parque                   | 43,713     |
| Red Bull Bragantino  | Bragança Paulista | São Paulo         | Nabi Abi Chedid                  | 17,128     |
| São Paulo            | São Paulo         | São Paulo         | MorumBIS                         | 72,039     |
| Vasco da Gama        | Rio de Janeiro    | Rio de Janeiro    | São Januário                     | 24,584     |
| Vitória              | Salvador          | Bahia             | Fatal Model Barradão             | 34,535     |

### Harta echipelor
| - Atlético-MG - Atlético-PR - Avaí - Barueri - Botafogo | - Coritiba - Cruzeiro - Corinthians - Flamengo - Fluminense | - Goiás - Grêmio - Internacional - Náutico - Palmeiras | - Santos - Santo André - São Paulo - Sport - Vitória |

## Statistici
Singura echipă care a terminat campionatul neînvinsă a fost Internacional în 1979, cu 16 victorii și 7 meciuri egale. De asemenea, în cadrul unui meci disputat între echipele Goiás și Cruzeiro, 14 jucători au fost eliminați. 
În 1977, Atlético-MG a terminat fără înfrângere, dar a fost învinsă la penaltiuri de São Paulo.
Roberto Dinamite este cel mai bun marcator din istoria campionatului, cu 120 de goluri marcate în 20 de sezoane (1971–1989).
Singura echipă care a participat la toate sezoanele Sériei A este: Flamengo.

## Premii și trofee
Prêmio Craque do Brasileirão este trofeul oficial al campionatului. Revista Placar oferă în fiecare an trofeul Bola de Ouro, cel mai vechi trofeu. Troféu Osmar Santos și Troféu João Saldanha sunt oferite de ziarul Lance!. 

## Echipele în top 3
| Sezon | Campioană   | Locul 2       | Locul 3       | Sezon | Campioană     | Locul 2       | Locul 3       | Sezon | Campioană     | Locul 2       | Locul 3       |
| ----- | ----------- | ------------- | ------------- | ----- | ------------- | ------------- | ------------- | ----- | ------------- | ------------- | ------------- |
| 2022  | Palmeiras   | Internacional | Fluminense    | 2023  | Palmeiras     | Grêmio        | Atlético-MG   | 2024  | Botafogo RJ   | Palmeiras     | Flamengo      |
| 2019  | Flamengo    | Santos        | Palmeiras     | 2020  | Flamengo      | Internacional | Atlético-MG   | 2021  | Atlético-MG   | Flamengo      | Palmeiras     |
| 2016  | Palmeiras   | Santos        | Flamengo      | 2017  | Corinthians   | Palmeiras     | Santos        | 2018  | Palmeiras     | Flamengo      | Internacional |
| 2013  | Cruzeiro    | Grêmio        | Atlético-PR   | 2014  | Cruzeiro      | São Paulo     | Internacional | 2015  | Corinthians   | Atlético-MG   | Grêmio        |
| 2010  | Fluminense  | Cruzeiro      | Corinthians   | 2011  | Corinthians   | Vasco         | Fluminense    | 2012  | Fluminense    | Atlético-MG   | Grêmio        |
| 2007  | São Paulo   | Santos        | Flamengo      | 2008  | São Paulo     | Grêmio        | Cruzeiro      | 2009  | Flamengo      | Internacional | São Paulo     |
| 2004  | Santos      | Atlético-PR   | São Paulo     | 2005  | Corinthians   | Internacional | Goiás         | 2006  | São Paulo     | Internacional | Grêmio        |
| 2001  | Atlético-PR | São Caetano   | Fluminense    | 2002  | Santos        | Corinthians   | Grêmio        | 2003  | Cruzeiro      | Santos        | São Paulo     |
| 1998  | Corinthians | Cruzeiro      | Santos        | 1999  | Corinthians   | Atlético-MG   | Vitória       | 2000  | Vasco         | São Caetano   | Cruzeiro      |
| 1995  | Botafogo RJ | Santos        | Cruzeiro      | 1996  | Grêmio        | Portuguesa    | Atlético-MG   | 1997  | Vasco         | Palmeiras     | Internacional |
| 1992  | Flamengo    | Botafogo RJ   | Vasco         | 1993  | Palmeiras     | Vitória       | Corinthians   | 1994  | Palmeiras     | Corinthians   | Guarani       |
| 1989  | Vasco       | São Paulo     | Cruzeiro      | 1990  | Corinthians   | São Paulo     | Grêmio        | 1991  | São Paulo     | Bragantino    | Atlético-MG   |
| 1986  | São Paulo   | Guarani       | Atlético-MG   | 1987  | Sport Recife  | Guarani       | Bangu         | 1988  | Bahia         | Internacional | Fluminense    |
| 1983  | Flamengo    | Santos        | Atlético-MG   | 1984  | Fluminense    | Vasco         | Grêmio        | 1985  | Coritiba      | Bangu         | Pelotas       |
| 1980  | Flamengo    | Atlético-MG   | Internacional | 1981  | Grêmio        | São Paulo     | Ponte Preta   | 1982  | Flamengo      | Grêmio        | Guarani       |
| 1977  | São Paulo   | Atlético-MG   | Operário      | 1978  | Guarani       | Palmeiras     | Internacional | 1979  | Internacional | Vasco         | Coritiba      |
| 1974  | Vasco       | Cruzeiro      | Santos        | 1975  | Internacional | Cruzeiro      | Fluminense    | 1976  | Internacional | Corinthians   | Atlético-MG   |
| 1971  | Atlético-MG | São Paulo     | Botafogo RJ   | 1972  | Palmeiras     | Botafogo RJ   | Internacional | 1973  | Palmeiras     | São Paulo     | Cruzeiro      |
| 1968  | Santos      | Internacional | Vasco         | 1969  | Palmeiras     | Cruzeiro      | Corinthians   | 1970  | Fluminense    | Palmeiras     | Atlético-MG   |
| 1967  | Palmeiras   | Náutico       | Grêmio        | 1968  | Botafogo RJ   | Fortaleza     | Cruzeiro      | 1967  | Palmeiras     | Internacional | Corinthians   |
| 1964  | Santos      | Flamengo      | Ceará         | 1965  | Santos        | Vasco         | Náutico       | 1966  | Cruzeiro      | Santos        | Náutico       |
| 1961  | Santos      | Bahia         | America       | 1962  | Santos        | Botafogo RJ   | Internacional | 1963  | Santos        | Bahia         | Botafogo RJ   |
| 1959  | Bahia       | Santos        | Grêmio        | 1960  | Palmeiras     | Fortaleza     | Fluminense    |       |               |               |               |

## Podium
| Clasament după numărul de trofee și orașe | Clasament după numărul de trofee și orașe | Clasament după numărul de trofee și orașe | Clasament după numărul de trofee și orașe | Clasament după numărul de trofee și orașe | Clasament după numărul de trofee și orașe | Clasament după numărul de trofee și orașe | Clasament după numărul de trofee și orașe |
| São Paulo                                 |                                           |                                           |                                           |                                           |                                           |                                           |                                           |
| Club Sportiv                              | 1                                         | Ultima oară                               | 2                                         | Ultima oară                               | 3                                         | Ultima oară                               |                                           |
| ----------------------------------------- | ----------------------------------------- | ----------------------------------------- | ----------------------------------------- | ----------------------------------------- | ----------------------------------------- | ----------------------------------------- | ----------------------------------------- |
| Palmeiras                                 | 12                                        | 2023                                      | 5                                         | 2024                                      | 2                                         | 2021                                      |                                           |
| Santos                                    | 8                                         | 2004                                      | 8                                         | 2019                                      | 3                                         | 2017                                      |                                           |
| Corinthians                               | 7                                         | 2017                                      | 3                                         | 2002                                      | 4                                         | 2010                                      |                                           |
| São Paulo                                 | 6                                         | 2008                                      | 6                                         | 2014                                      | 3                                         | 2009                                      |                                           |
| Guarani                                   | 1                                         | 1978                                      | 2                                         | 1987                                      | 2                                         | 1994                                      |                                           |
| São Caetano                               | -                                         |                                           | 2                                         | 2001                                      | -                                         |                                           |                                           |
| Bragantino                                | -                                         |                                           | 1                                         | 1991                                      | -                                         |                                           |                                           |
| Portuguesa                                | -                                         |                                           | 1                                         | 1996                                      | -                                         |                                           |                                           |
| Ponte Preta                               | -                                         |                                           | -                                         |                                           | 1                                         | 1981                                      |                                           |
| Rio de Janeiro                            |                                           |                                           |                                           |                                           |                                           |                                           |                                           |
| Flamengo                                  | 7                                         | 2020                                      | 3                                         | 2021                                      | 3                                         | 2024                                      |                                           |
| Vasco da Gama                             | 4                                         | 2000                                      | 4                                         | 2011                                      | 2                                         | 1992                                      |                                           |
| Fluminense                                | 4                                         | 2012                                      | -                                         |                                           | 6                                         | 2022                                      |                                           |
| Botafogo RJ                               | 3                                         | 2024                                      | 3                                         | 1992                                      | 2                                         | 1971                                      |                                           |
| Bangu                                     | -                                         |                                           | 1                                         | 1985                                      | 1                                         | 1987                                      |                                           |
| America                                   | -                                         |                                           | -                                         |                                           | 1                                         | 1961                                      |                                           |
| Minas Gerais                              |                                           |                                           |                                           |                                           |                                           |                                           |                                           |
| Cruzeiro                                  | 4                                         | 2014                                      | 5                                         | 2010                                      | 6                                         | 2008                                      |                                           |
| Atlético Mineiro                          | 2                                         | 2021                                      | 5                                         | 2015                                      | 8                                         | 2023                                      |                                           |
| Rio Grande do Sul                         |                                           |                                           |                                           |                                           |                                           |                                           |                                           |
| Internacional                             | 3                                         | 1979                                      | 8                                         | 2022                                      | 7                                         | 2018                                      |                                           |
| Grêmio                                    | 2                                         | 1996                                      | 4                                         | 2023                                      | 8                                         | 2015                                      |                                           |
| Brasil de Pelotas                         | -                                         |                                           | -                                         |                                           | 1                                         | 1985                                      |                                           |
| Bahia                                     |                                           |                                           |                                           |                                           |                                           |                                           |                                           |
| Bahia                                     | 2                                         | 1988                                      | 2                                         | 1963                                      | -                                         |                                           |                                           |
| Vitória                                   | -                                         |                                           | 1                                         | 1993                                      | 1                                         | 1999                                      |                                           |
| Paraná                                    |                                           |                                           |                                           |                                           |                                           |                                           |                                           |
| Athletico PR                              | 1                                         | 2001                                      | 1                                         | 2004                                      | 1                                         | 2013                                      |                                           |
| Coritiba                                  | 1                                         | 1985                                      | -                                         |                                           | 1                                         | 1979                                      |                                           |
| Pernambuco                                |                                           |                                           |                                           |                                           |                                           |                                           |                                           |
| Sport Recife                              | 1                                         | 1987                                      | -                                         |                                           | -                                         |                                           |                                           |
| Náutico                                   | -                                         |                                           | 1                                         | 1967                                      | 2                                         | 1966                                      |                                           |
| Ceará                                     |                                           |                                           |                                           |                                           |                                           |                                           |                                           |
| Fortaleza                                 | -                                         |                                           | 2                                         | 1968                                      | -                                         |                                           |                                           |
| Ceará                                     | -                                         |                                           | -                                         |                                           | 1                                         | 1964                                      |                                           |
| Mato Grosso do Sul                        |                                           |                                           |                                           |                                           |                                           |                                           |                                           |
| Operário                                  | -                                         |                                           | -                                         |                                           | 1                                         | 1977                                      |                                           |
| Goiás                                     |                                           |                                           |                                           |                                           |                                           |                                           |                                           |
| Goias                                     | -                                         |                                           | -                                         |                                           | 1                                         | 2005                                      |                                           |

## Palmares
| Club Sportiv     | Titluri | Anii în care au câștigat                                               |
| ---------------- | ------- | ---------------------------------------------------------------------- |
| Palmeiras        | 12      | 1960, 1967, 1967, 1969, 1972, 1973, 1993, 1994, 2016, 2018, 2022, 2023 |
| Santos           | 8       | 1961, 1962, 1963, 1964, 1965, 1968, 2002, 2004                         |
| Flamengo         | 7       | 1980, 1982, 1983, 1992, 2009, 2019, 2020                               |
| Corinthians      | 7       | 1990, 1998, 1999, 2005, 2011, 2015, 2017                               |
| São Paulo        | 6       | 1977, 1986, 1991, 2006, 2007, 2008                                     |
| Cruzeiro         | 4       | 1966, 2003, 2013, 2014                                                 |
| Fluminense       | 4       | 1970, 1984, 2010, 2012                                                 |
| Vasco da Gama    | 4       | 1974, 1989, 1997, 2000                                                 |
| Internacional    | 3       | 1975, 1976, 1979                                                       |
| Botafogo RJ      | 3       | 1968, 1995, 2024                                                       |
| Bahia            | 2       | 1959, 1988                                                             |
| Atlético Mineiro | 2       | 1971, 2021                                                             |
| Grêmio           | 2       | 1981, 1996                                                             |
| Guarani          | 1       | 1978                                                                   |
| Coritiba         | 1       | 1985                                                                   |
| Sport Recife     | 1       | 1987                                                                   |
| Athletico PR     | 1       | 2001                                                                   |